# Jacek Manitius
Jacek Manitius (ur. 10 czerwca 1951 w Toruniu) – polski lekarz nefrolog, profesor nauk medycznych, kierownik Katedry i Kliniki Nefrologii i Chorób Wewnętrznych w Szpitalu Uniwersyteckim nr 1 im. Antoniego Jurasza w Bydgoszczy. Pełnił również funkcję dyrektora ds. lecznictwa w tej placówce.
Ukończył medycynę na Akademii Medycznej w Gdańsku w 1975. W latach 1975–1998 pracował w Klinice Chorób Nerek oraz Klinice Chorób Wewnętrznych w Gdańsku. W tym czasie był również stypendystą naukowym za granicą. Wykonał pracę habilitacyjną nt. Próba oceny wpływu układu adrenergicznego na wydalanie z moczem niektórych elektrolitów (1990). Następnie przeniósł się do Bydgoszczy, do Collegium Medicum, gdzie utworzył Katedrę i Klinikę Nefrologii i Chorób Wewnętrznych. W tym samym roku otrzymał również tytuł profesora.
Jest autorem lub współautorem ponad 200 artykułów naukowych i 42 rozdziałów w specjalistycznych podręcznikach akademickich, wśród nich np. :
- Jacek Manitius, Marek Kretowicz, Katarzyna Bergmann, Gender differences in association of serum nesfatin-1 with selected metabolic risk factors in normoglycemic subjects – a preliminary study (2015)
- Jacek Manitius, Marek Kretowicz, Katarzyna Bergmann, Nesfatin-1 – a novel potential cardioprotective factor in non-diabetic, non-obese men (2014)

Od 1998 pełni funkcję konsultanta wojewódzkiego w zakresie nefrologii. W roku 2003 był również konsultantem transplantologii, a w 2006 nadciśnienia. Jest członkiem Rady Naukowej czasopisma Medycyna Paliatywna w Praktyce (Palliative Medicine in Practice).
W latach 2010–2013 był prezesem Zarządu Głównego Polskiego Towarzystwa Nefrologicznego.
Był promotorem wielu prac doktorskich, recenzentem licznych prac doktorskich i habilitacyjnych.